# Eleccions legislatives neerlandeses de 1959
Les eleccions legislatives neerlandeses de 1959 se celebraren el 12 de març de 1959, per a renovar els 150 membres de la Tweede Kamer. Es formà un govern de coalició entre el Partit Popular Catòlic, el Partit Antirevolucionari i la Unió Cristiana Històrica presidit per Jan de Quay.

## Resultats
| ← Eleccions legislatives neerlandeses, 1959 → |                                                       |           |      |        |  |
| Partit                                        | Partit                                                | Vots      | %    | Escons |  |
|                                               | Partit Popular Catòlic (KVP)                          | 1.895.914 | 31,6 | 49     |  |
|                                               | Partit del Treball (PvdA)                             | 1.821.285 | 30,4 | 48     |  |
|                                               | Partit Popular per la Llibertat i la Democràcia (VVD) | 732.658   | 12,2 | 19     |  |
|                                               | Partit Antirevolucionari (ARP)                        | 563.091   | 9,4  | 14     |  |
|                                               | Unió Cristiana Històrica (CHU)                        | 486.429   | 8,1  | 12     |  |
|                                               | Partit Comunista dels Països Baixos (KPN)             | 144.542   | 2,4  | 3      |  |
|                                               | Partit Polític Reformat (SGP)                         | 129.678   | 2,2  | 3      |  |
|                                               | Partit Socialista Pacifista (PSP)                     | 110.499   | 1,8  | 2      |  |
|                                               | Unió Política Reformada (GPV)                         | 39.972    | 0,7  | -      |  |
| Total                                         | Total                                                 | 6.143.409 | 95,6 | 150    |  |
|                                               |                                                       |           |      |        |  |